# Isa (vattendrag i Belarus)
Isa (vitryska: Іса) är ett vattendrag i Belarus. Det ligger i den västra delen av landet, 170 km sydväst om huvudstaden Minsk.
Runt Isa är det i huvudsak tätbebyggt. Runt Isa är det ganska tätbefolkat, med 54 invånare per kvadratkilometer.